# Fundacja Ochrony Dziedzictwa Żydowskiego
Fundacja Ochrony Dziedzictwa Żydowskiego, FODŻ – fundacja założona w marcu 2002 roku na mocy porozumienia zawartego pomiędzy Światową Organizacją Żydowską ds. Restytucji (WJRO) i Związkiem Gmin Wyznaniowych Żydowskich w RP (ZGWŻ). Jej celem jest ochrona materialnych reliktów kulturowego dziedzictwa Żydów w Polsce. Fundacja działa na tych terenach, którymi, z racji zbyt dużej odległości, trudno jest się zajmować gminom żydowskim.

## Opis
Do statutowych zadań FODŻ należy m.in. restytucja mienia dawnych gmin żydowskich (Fundacja działa tu jako pełnomocnik ZGWŻ), czyli synagog, cmentarzy żydowskich i innych obiektów, które służyły działalności religijnej, edukacyjnej, charytatywnej bądź społecznej (na podst. Ust. z dn. 27.02.1997 o stosunku Państwa do Gmin Wyznaniowych Żydowskich, Dz. Ust. 41 poz. 251 ze zm.); zarządzanie odzyskanym mieniem oraz ochrona tych obiektów, ze szczególnym uwzględnieniem tych, które posiadają wyjątkowe znaczenie religijne lub historyczne.
Dzięki działaniom fundacji, uporządkowano już cmentarze żydowskie w Kolnie, Koszalinie, Kozienicach, Różanie, Strzegomiu i Zakopanem. Ze wsparcia finansowego tej fundacji korzystają konserwatorzy cmentarzy w Bodzanowie, Dubience, Frampolu, Iłży, Iwaniskach, Kłodzku, Mszczonowie, Narolu, Przasnyszu, Sochaczewie, Zielonej Górze i Ziębicach.
Organizacja prowadzi też stały monitoring przejawów antysemityzmu w Polsce oraz program edukacyjny „Przywróćmy Pamięć”, którego celem jest przybliżenie uczniom szkół ponadpodstawowych historii i kultury Żydów w ich regionie.